# Hanoc (fill de Madian)
Hanoc (hebreu: חֲנוֹךְ בן-אַבְרָהָם, Hănōk ben Midyān‎; àrab: حنوك بن مديان, Ḥanūk ibn Midyān) és un dels fills de Madian.